# Teobaldo I di Lorena
Teobaldo I di Lorena o Tebaldo o Tibaldo (1191 circa – 17 febbraio 1220) fu Duca di Lorena dal 1213 alla sua morte.

## Origine
Secondo la Genealogica ex Stirpe Sancti Arnulfi descendentium Mettensis, Teobaldo era il figlio maschio primogenito del Duca di Lorena, Federico II e della moglie, Agnese di Bar († 19 giugno 1226), figlia, sia secondo la Genealogica ex Stirpe Sancti Arnulfi descendentium Mettensis, che le Gesta Episcoporum Mettensium (Continuatio II), del Conte di Bar, Teobaldo I di Bar e di Loretta di Los.
Sia secondo la Genealogica ex Stirpe Sancti Arnulfi descendentium Mettensis, che secondo la Chronica Albrici Monachi Trium Fontium, Federico II di Lorena era il figlio maschio primogenito del Duca di Lorena, Federico I e della moglie (come risulta dal Chronicon Polono-Silesiacum), Ludmilla di Polonia, che, sempre secondo il Chronicon Polono-Silesiacum, era una delle figlie del duca della Grande PoloniaMieszko III di Polonia, della dinastia Piast; anche la Chronica Albrici Monachi Trium Fontium, afferma che una figlia di Mieszko III di Polonia fu la madre del duca di Lorena (Federico II).

## Biografia
Teobaldo divenne duca di Lorena nel 1213: infatti, secondo la Chronica Albrici Monachi Trium Fontium, suo padre Federico II morì il 10 ottobre (dux Lotharingie Fredericus post festum Sancti Remigii), mentre secondo L'obituaire de l'abbaye de Saint-Mansuy-Lès-Tozul morì l'8 ottobre.
Sempre secondo la Chronica Albrici Monachi Trium Fontium a Federico II succedette il figlio primogenito, Teobaldo, come Teobaldo I.
Teobaldo, contrariamente a suo padre, che dopo la scomunica dell'Imperatore del Sacro Romano Impero, Ottone IV di Brunswick nel novembre 1210, aveva dato il proprio supporto all'erede degli Hohenstaufen, Federico II di Svevia, si schierò con Ottone IV di Brunswick, ed il 4 luglio 1214 partecipò alla Battaglia di Bouvines, dove, secondo lo storico, Georges Poull, nel suo libro La Maison ducale de Lorraine (1994) (non consultato), venne fatto prigioniero, ma presto liberato.
Nel 1214, Teobaldo divenne Conte di Dasbourg e Metz, per via del matrimonio con Gertrude di Dasbourg, che, secondo la Chronica Albrici Monachi Trium Fontium, Gertrude era l'unica figlia di Alberto II di Dabo-Moha (Albertus comes Dasburgensis et domnus de Musal reliquens parvulam filiam et elegantem, Gertrudem nomine) e di Gertrude di Baden, che secondo la Historia Zaringo Badensis, Tomus primus era 
figlia di Ermanno IV, margravio di Baden.
Nel 1216, Teobaldo supportò Erardo I di Brienne, nella sua disputa con Teobaldo IV di Champagne, che era a sua volta supportato da Filippo II di Francia, Federico II di Svevia e da Enrico II di Bar; quindi ancora alleato di Ottone IV contro Federico II. Federico II conquistò la città di Rosheim, che aveva, a suo tempo, ceduto a Federico II di Lorena. Teobaldo rispose nel 1218, riprendendo possesso di Rosheim e pretendendo l'Alsazia. Federico non esitò al contrattacco ed invase la Lorena e mise a ferro e fuoco Nancy, la sua capitale. Egli quindi assediò e prese possesso del Castello di Amance, dove Teobaldo si era rifugiato. Egli venne imprigionato e costretto a sottomettersi a Federico, e, per poter riottenere la libertà, dovette vendere numerose signorie e non riuscì mai a recuperare le terre ed i privilegi persi.
Comunque le ostilità tra Teobaldo e Federico non cessarono e quando Teobaldo morì nel 1220, avvelenato da una prostituta, corse voce che ad ispirare il delitto fosse stato Federico II. Anche la Chronica Albrici Monachi Trium Fontium, ricorda la morte di Teobaldo, nel 1220, senza discendenza diretta, mentre la Chronica Senoniensis III, XXIII, Spicilegium II (non consultato), avvalora la tesi che l'avvelenamento da parte di una prostituta fosse stato ispirato da Federico II.
A Teobaldo succedette il fratello, il secondogenito, Mattia, come Mattia II.

## Matrimonio e discendenza
Teobaldo I di Lorena aveva sposato, nel 1215, Gertrude, l'unica figlia ed erede di Alberto II di Dasbourg e Metz, come ci conferma la Chronica Albrici Monachi Trium Fontium; nel 1206, i loro genitori secondo la Vitæ Odiliæ Liber III De Triumpho Sancti Lamberti in Steppes 1, avevano stipulato un contratto di matrimonio tra Teobaldo e Gertrude, affinché l'eredita di quest'ultima fosse difesa dal futuro marito. Dopo la morte del marito, Gertrude si sposò con il vecchio rivale di Teobaldo, Tebaldo IV di Champagne.
Teobaldo da Gertrude non ebbe figli.

## Ascendenza
|                       |                   |                          | Genitori                |  |  | Nonni |  |  | Bisnonni           |  |  | Trisnonni          |  |
|                       |                   |                          |                         |  |  |       |  |  | Mattia I di Lorena |  |  | Simone I di Lorena |  |
|                       |                   |                          |                         |  |  |       |  |  | Mattia I di Lorena |  |  | Simone I di Lorena |  |
|                       |                   | Adelaide di Lovanio      |                         |  |  |       |  |  | Mattia I di Lorena |  |  |                    |  |
| Federico I di Lorena  |                   |                          |                         |  |  |       |  |  | Mattia I di Lorena |  |  |                    |  |
|                       |                   | Berta di Hohenstaufen    | Federico II di Svevia   |  |  |       |  |  |                    |  |  |                    |  |
|                       |                   | Berta di Hohenstaufen    | Federico II di Svevia   |  |  |       |  |  |                    |  |  |                    |  |
|                       |                   | Berta di Hohenstaufen    | Giuditta di Baviera     |  |  |       |  |  |                    |  |  |                    |  |
| Federico II di Lorena |                   | Berta di Hohenstaufen    |                         |  |  |       |  |  |                    |  |  |                    |  |
|                       |                   | Miecislao III di Polonia | Boleslao III di Polonia |  |  |       |  |  |                    |  |  |                    |  |
|                       |                   | Miecislao III di Polonia | Boleslao III di Polonia |  |  |       |  |  |                    |  |  |                    |  |
|                       |                   | Miecislao III di Polonia | Salomea di Berg         |  |  |       |  |  |                    |  |  |                    |  |
| Ludmilla di Polonia   |                   | Miecislao III di Polonia |                         |  |  |       |  |  |                    |  |  |                    |  |
|                       |                   | …                        | …                       |  |  |       |  |  |                    |  |  |                    |  |
|                       |                   | …                        | …                       |  |  |       |  |  |                    |  |  |                    |  |
|                       |                   | …                        | …                       |  |  |       |  |  |                    |  |  |                    |  |
| Teobaldo I di Lorena  |                   | …                        |                         |  |  |       |  |  |                    |  |  |                    |  |
|                       | Rinaldo II di Bar | Rinaldo I di Bar         |                         |  |  |       |  |  |                    |  |  |                    |  |
|                       | Rinaldo II di Bar | Rinaldo I di Bar         |                         |  |  |       |  |  |                    |  |  |                    |  |
|                       | Rinaldo II di Bar | Gisela di Vaudémont      |                         |  |  |       |  |  |                    |  |  |                    |  |
| Teobaldo I di Bar     | Rinaldo II di Bar |                          |                         |  |  |       |  |  |                    |  |  |                    |  |
|                       |                   | Agnese di Blois          | Tebaldo II di Champagne |  |  |       |  |  |                    |  |  |                    |  |
|                       |                   | Agnese di Blois          | Tebaldo II di Champagne |  |  |       |  |  |                    |  |  |                    |  |
|                       |                   | Agnese di Blois          | Matilde di Carinzia     |  |  |       |  |  |                    |  |  |                    |  |
| Agnese di Bar         |                   | Agnese di Blois          |                         |  |  |       |  |  |                    |  |  |                    |  |
|                       |                   | Luigi I di Loon          | Arnoldo II di Loon      |  |  |       |  |  |                    |  |  |                    |  |
|                       |                   | Luigi I di Loon          | Arnoldo II di Loon      |  |  |       |  |  |                    |  |  |                    |  |
|                       |                   | Luigi I di Loon          | Adelaide/Agnese         |  |  |       |  |  |                    |  |  |                    |  |
| Lauretta di Loon      |                   | Luigi I di Loon          |                         |  |  |       |  |  |                    |  |  |                    |  |
|                       |                   | Agnese di Metz           | Folmar V di Loon        |  |  |       |  |  |                    |  |  |                    |  |
|                       |                   | Agnese di Metz           | Folmar V di Loon        |  |  |       |  |  |                    |  |  |                    |  |
|                       |                   | Agnese di Metz           | Matilde di Dagsburg     |  |  |       |  |  |                    |  |  |                    |  |
|                       |                   | Agnese di Metz           |                         |  |  |       |  |  |                    |  |  |                    |  |

### Fonti primarie
- (LA)  Monumenta Germaniae Historica, Scriptores, tomus XIX.
- (LA)  Monumenta Germaniae Historica, Scriptores, tomus X.
- (LA)  Monumenta Germaniae Historica, Scriptores, tomus XXIII.
- (LA)  Monumenta Germaniae Historica, Scriptores, tomus XXV.
- (LA)  L'obituaire de l'abbaye de Saint-Mansuy-Lès-Tozul.
- (LA)  #ES Historia Zaringo Badensis, Tomus quintus.

### Letteratura storiografica
- Austin Lane Poole, Filippo di Svevia e Ottone IV, cap. II, vol. V (Il trionfo del papato elo sviluppo comunale) della Storia del Mondo Medievale, 1999, pp. 54–93.
- Austin Lane Poole, La Germania sotto il regno di Federico II, cap. III, vol. V (Il trionfo del papato elo sviluppo comunale) della Storia del Mondo Medievale, 1999, pp. 94–127.
- Frederick Maurice Powicke, I regni di Filippo Augusto e Luigi VIII di Francia, cap. XIX, vol. V (Il trionfo del papato elo sviluppo comunale) della Storia del Mondo Medievale, 1999, pp. 776–828.